# Wärtsilä X92
Le moteur Wärtsilä X92 est le plus grand des moteurs de la série Generation X de Wärtsilä. 
C'est un moteur Diesel deux temps, fonctionnant à basse vitesse. Sa plage de puissance va de 24 420 kW à 73 560 kW, pour un régime de fonctionnement compris entre: 70 tr/min et 80 tr/min.
Ce moteur a été choisi en 2015 pour propulser les porte-conteneurs "mega-class" de la série des 20 600 EVP, de la compagnie maritime française CMA-CGM.

## Caractéristiques
Le bloc moteur du W-X92 comporte 11 cylindres et mesure 16 m de haut, 5,5 m de large. Chaque cylindre a un alésage de 920 mm pour une course de 3 468 mm.